# Ceriodaphnia dubia
Espèce
Synonymes
- Ceriodaphnia acuminata Ekman, 1900[2] [1]
- Ceriodaphnia affinis Lilljeborg, 1901[2] [1]
- Ceriodaphnia limicola Ekman, 1900[2] [1]
- Ceriodaphnia richardi G.O. Sars, 1901[1]
- Ceriodaphnia richardi Sars, 1901[2]

Ceriodaphnia dubia est l'une des espèces de daphnies les plus courantes dans le monde. Elle fait partie des Branchiopoda et ne vit qu'en eau douce (lacs, mares et marais) dans la plupart des pays. Elle mesure généralement moins de 1 millimètre et le mâle est plus petit que la femelle. Ceriodaphnia dubia se meut dans l'eau en utilisant ses antennes. 

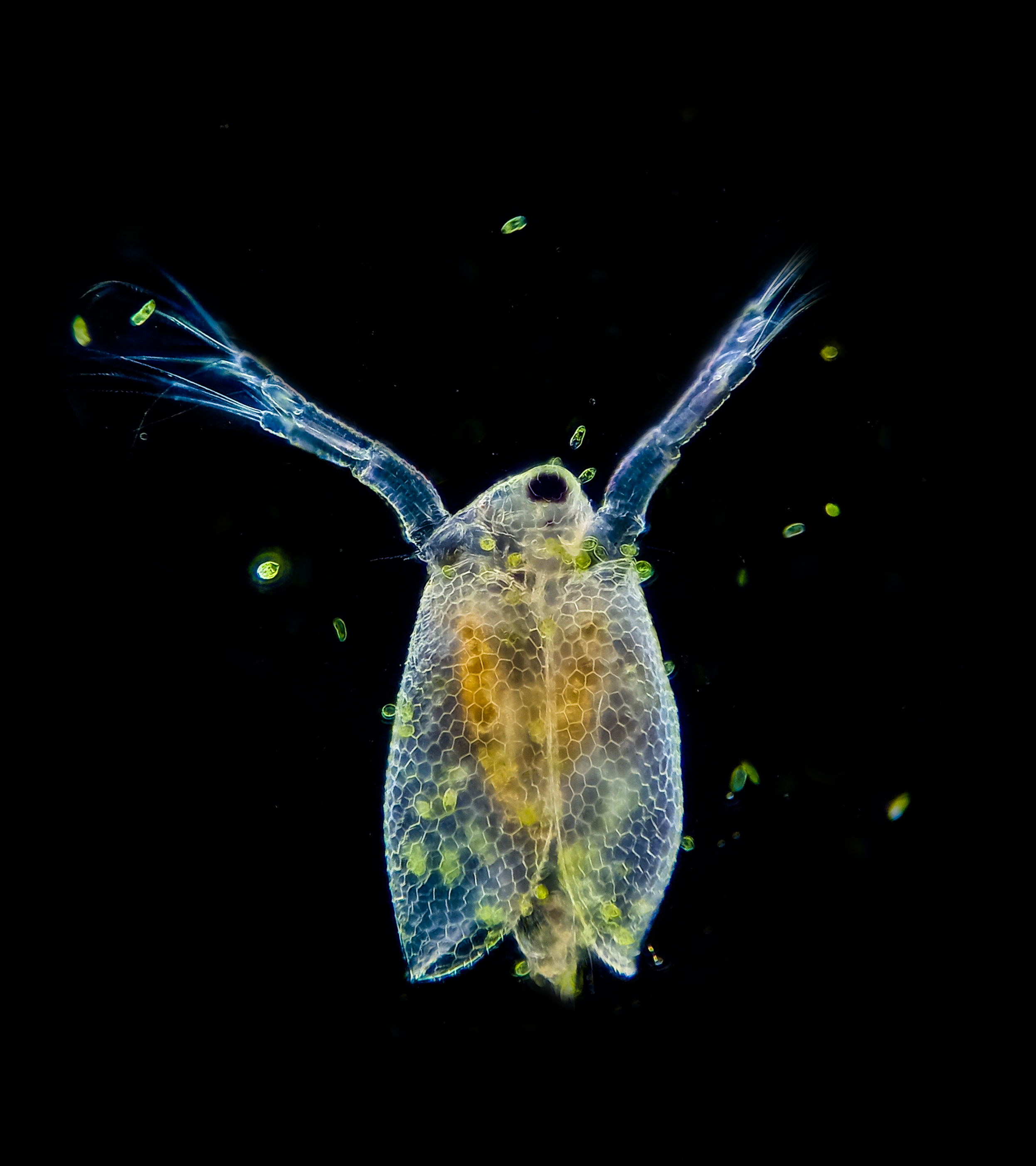
Ceriodaphnia dubia vue avec champ sombre.

## Utilisations
Comme sa cousine, Daphnia magna, cette espèce est utilisée comme modèle animal de laboratoire, dont pour des tests toxicologiques. À titre d'exemple, elle est utilisée : 
- pour mesurer les effets écotoxiques des effluents de station d'épuration[4];
- pour évaluer certains effets du changement climatique ou des changements globaux et en particulier les radiations ultraviolettes qui pourraient sérieusement réduire ou éliminer de nombreuses populations d'altitude de Ceriodaphnia dubia populations, qui s'y montrent plus sensibles que celles d'autres cladocères comme Daphnia pulex[5].